# Thomas Synger
Thomas Synger (Rio de Janeiro, 1952) é um professor, historiador e arqueólogo brasileiro. 
É especialista em civilizações antigas e na pesquisa de sociedades secretas da Idade Média originadas após o desaparecimento da Ordem dos Templários. Filho de uma brasileira com pai inglês, militar do exército britânico, Synger é um dos principais pesquisadores sobre a vida e a missão do desaparecido Coronel Fawcett no Brasil na década de vinte. 
A fundamentação dos estudos do Professor Thomas Synger teve como base alguns fragmentos de escrituras do naturalista dinamarquês Peter Wilhelm Lund (1801-1880); bem como de documentos espanhóis juntamente com manuscritos secretos do lendário General Fawcett, encontrados por acaso numa cidade de Goiás durante suas pesquisas. Os manuscritos de Fawcett, com relatos surpreendentes, foram escritos dias antes do sumiço do famoso explorador inglês. Cruzando as preciosas informações que teve em mãos, o Professor Synger resolveu partir numa viagem rumo a revelação de Manoa.